# Liste der Schulen in Bremen

UNESCO-Projektschule

Dieser Artikel enthält eine Auflistung der weiterführenden Schulen im Bundesland Bremen.
Legende:
- ObSch Oberschule
- GS Ganztagsschule
- Gy Gymnasium
- STARK Starke Schule (Auszeichnung[2])

## Allgemeinbildende Schulen

### Bremen
Oberschulen und Gymnasien:
| Schulart 1 | Schulart 2 | Schulname                                      | Straße                       | Schüler zahl | Schulpreis | online | Besonderheiten                                                 |
| ---------- | ---------- | ---------------------------------------------- | ---------------------------- | ------------ | ---------- | ------ | -------------------------------------------------------------- |
| GY         | GO         | Altes Gymnasium                                | Kleine Helle 7               | 990          |            | HP     | teilgebundene Ganztagsschule                                   |
| Sek        | GY         | St.-Johannis-Schule                            | Dechanatstr. 9               | 1100         |            | HP     | katholische Schule                                             |
| ObSch      | Sek        | Oberschule Roter Sand                          | Butjadinger Str. 21          | 500          |            | HP     | Sportprofil, teilgebundene Ganztagsschule                      |
| ObSch      | GS         | Oberschule am Leibnizplatz                     | Schulstr. 24                 | 1050         |            | HP     | teilgebundene Ganztagsschule                                   |
| ObSch      | Sek        | Wilhelm-Kaisen-Oberschule                      | Valckenburghstr. 1–3         | 570          |            | HP     | teilgebundene Ganztagsschule                                   |
| GY         | GO         | Gymnasium an der Hamburger Straße              | Hamburger Str. 12            | 880          |            | HP     |                                                                |
| ObSch      | Sek        | Oberschule an der Schaumburger Straße          | Schaumburger Str. 49 A       | 550          |            | HP     |                                                                |
| ObSch      | GS         | Gesamtschule Bremen-Mitte                      | Hemelinger Str. 11           | 700          |            | HP     | teilgebundene Ganztagsschule                                   |
| GY         | GO         | Hermann-Böse-Gymnasium                         | Hermann-Böse-Str. 1–9        | 930          |            | HP     |                                                                |
| GY         | GO         | Kippenberg-Gymnasium                           | Schwachhauser Heerstr. 62    | 1190         |            | HP     |                                                                |
| ObSch      |            | Oberschule Am Barkhof                          | Parkallee 39                 | 450          |            | HP     | Kooperation mit der Musikschule und den Bremer Philharmonikern |
| GS         | GO         | Freie Waldorfschule Bremen                     | Touler Str. 3                | 400          |            | HP     |                                                                |
| ObSch      | Sek        | Oberschule Findorff                            | Gothaer Str. 60              | 1020         |            | HP     | teilgebundene Ganztagsschule                                   |
| ObSch      | GS         | Oberschule Helgolander Straße                  | Helgolander Str. 67          | 500          |            | HP     | teilgebundene Ganztagsschule                                   |
| ObSch      | Sek        | Oberschule am Waller Ring                      | Bremerhavener Str. 83        | 560          | STARK      | HP     |                                                                |
| ObSch      | VBK I      | Oberschule Ohlenhof                            | Halmerweg 71                 | 260          |            | HP     |                                                                |
| ObSch      | GS         | Gesamtschule Bremen-West an der Lissaer Straße | Lissaer Str. 7               | 520          |            | HP     | gebundene Ganztagsschule                                       |
| ObSch      | GS         | Oberschule im Park                             | Am Oslebshauser Park 1–3     | 340          |            | HP     | teilgebundene Ganztagsschule                                   |
| ObSch      | GS         | Neue Oberschule Gröpelingen                    | Ernst-Waldau-Str. 1 A        | 510          |            | HP     | teilgebundene Ganztagsschule                                   |
| GS         | GO         | Privatschule Mentor gGmbH                      | Schwarzer Weg 96             |              |            | HP     | offene Ganztagsschule                                          |
| GY         | VBK II     | Alexander-von-Humboldt-Gymnasium               | Delfter Str. 16              | 900          |            | HP     |                                                                |
| ObSch      | Sek        | Roland zu Bremen Oberschule                    | Flämische Str. 9             | 590          |            | HP     | teilgebundene Ganztagsschule                                   |
| ObSch      | GS         | Oberschule an der Hermannsburg                 | Hermannsburg 32 F            | 390          |            | HP     | teilgebundene Ganztagsschule                                   |
| GY         | VBK I      | Gymnasium Links der Weser                      | Alfred-Faust-Str. 6          | 1190         |            | HP     | teilgebundene Ganztagsschule                                   |
| ObSch      | Sek        | Oberschule Habenhausen                         | Bunnsackerweg 2              | 610          |            | HP     |                                                                |
| Sek        | GY         | Freie Evangelische Bekenntnisschule            | Habenhauser Brückenstr. 1    |              |            | HP     |                                                                |
| ObSch      | Sek        | Wilhelm-Olbers-Oberschule                      | Drebberstr. 10               | 1050         | STARK      | HP     | teilgebundene Ganztagsschule                                   |
| ObSch      | Sek        | Oberschule Sebaldsbrück                        | Parsevalstr. 1               | 250          |            | HP     | teilgebundene Ganztagsschule                                   |
| ObSch      | Sek        | Oberschule an der Koblenzer Straße             | Koblenzer Str. 15            | 490          | STARK      | HP     | teilgebundene Ganztagsschule                                   |
| ObSch      | GS         | Gesamtschule Bremen-Ost                        | Walliser Str. 125            | 1320         |            | HP     | gebundene Ganztagsschule                                       |
| GS         | GO         | Freie Waldorfschule Bremen Osterholz           | Graubündener Str. 4          | 400          |            | HP     | teilgebundene Ganztagsschule                                   |
| ObSch      | Sek        | Albert-Einstein-Oberschule                     | Kolk 2                       | 560          |            | HP     | teilgebundene Ganztagsschule                                   |
| ObSch      | GO         | Oberschule an der Kurt-Schumacher-Allee        | Kurt-Schumacher-Allee 65     | 790          |            | HP     | teilgebundene Ganztagsschule                                   |
| ObSch      | Sek        | Oberschule an der Julius-Brecht-Allee          | Konrad-Adenauer-Allee 86     | 550          |            | HP     | teilgebundene Ganztagsschule                                   |
| ObSch      | Sek        | Oberschule Rockwinkel                          | Uppe Angst 31                | 930          |            | HP     |                                                                |
| GY         | GO         | Ökumenisches Gymnasium zu Bremen               | Oberneulander Landstr. 143 A |              |            | HP     |                                                                |
| ObSch      | GS         | Wilhelm-Focke-Oberschule                       | Bergiusstr. 125              | 440          |            | HP     | teilgebundene Ganztagsschule                                   |
| GY         | GO         | Gymnasium Horn                                 | Vorkampsweg 97               | 1210         |            | HP     |                                                                |
| ObSch      | Sek        | Oberschule an der Ronzelenstraße               | Ronzelenstr. 51              | 840          |            | HP     | teilgebundene Ganztagsschule                                   |
| GS         | GO         | International School of Bremen                 | Badgasteiner Str. 11         |              |            | HP     | gebundene Ganztagsschule                                       |
| ObSch      | GY         | Oberschule Lesum                               | Steinkamp 6                  | 790          |            | HP     | Schulsanitätsdienst                                            |
| GY         | GO         | Nebelthau-Gymnasium                            | Lesumer Heerstr. 36          |              |            | HP     | offene Ganztagsschule                                          |
| ObSch      | Sek        | Oberschule an der Helsinkistraße               | Helsinkistr. 10              | 590          |            | HP     | teilgebundene Ganztagsschule                                   |
| ObSch      | Sek        | Oberschule an der Lerchenstraße                | Lerchenstr. 86               | 950          |            | HP     |                                                                |
| GY         | GO         | Gymnasium Vegesack                             | Kerschensteinerstr. 2        | 950          |            | HP     |                                                                |
| ObSch      | GS         | Gerhard-Rohlfs-Oberschule                      | Kirchheide 9                 | 480          |            | HP     | teilgebundene Ganztagsschule                                   |
| ObSch      | Sek        | Oberschule an der Lehmhorster Straße           | Lehmhorster Str. 5           | 440          |            | HP     | teilgebundene Ganztagsschule                                   |
| ObSch      | GO         | Oberschule an der Egge                         | Eggestedter Str. 20          | 800          |            | HP     |                                                                |
| ObSch      | GS         | Oberschule In den Sandwehen                    | Neuenkirchener Weg 119       | 760          |            | HP     | gebundene Ganztagsschule                                       |

### Bremerhaven
| Schulart 1 | Schulart 2 | Schulname                                   | Straße                   | Schülerzahl | Schulpreis | online | Besonderheiten                                                    |
| ---------- | ---------- | ------------------------------------------- | ------------------------ | ----------- | ---------- | ------ | ----------------------------------------------------------------- |
| GO         |            | Schulzentrum Geschwister Scholl             | Walter-Kolb-Weg 2        |             |            | HP     |                                                                   |
| GY         | GO         | Lloyd Gymnasium (s. u. a. Pestalozzischule) | Grazer Str. 61           |             |            | HP     | Europaschule, Jugend forscht                                      |
| ObSch      | Sek        | Edith-Stein-Schule                          | Grazer Str. 15 A         |             |            | HP     | Kirchliche Trägerschaft, Orchesterklasse                          |
| ObSch      | Sek        | Humboldtschule                              | Schillerstr. 87          |             |            | HP     |                                                                   |
| ObSch      | Sek        | Wilhelm-Raabe-Schule                        | Friedrich-Ebert-Str. 10  |             |            | HP     | Musikprojekt mit der Hochschule für Künste Bremen                 |
| ObSch      |            | Oberschule Geestemünde                      | Flensburger Str. 10      |             |            | HP     | teilgebundene Ganztagsschule                                      |
| ObSch      | GS         | Paula-Modersohn-Schule                      | Dreibergen 21            |             | STARK      | HP     | offene Ganztagsschule                                             |
| GO         |            | Schulzentrum Carl von Ossietzky             | Schiffdorfer Chaussee 97 |             |            | HP     | Gymnasium (Oberstufe)                                             |
| ObSch      | Sek        | Schulzentrum Carl von Ossietzky, Oberschule | Georg-Büchner-Str. 5     |             |            | HP     |                                                                   |
| ObSch      | GS         | Schule am Ernst-Reuter-Platz                | Hafenstr. 122            |             |            | HP     | gebundene Ganztagsschule                                          |
| ObSch      | Sek        | Johann-Gutenberg-Schule                     | Fuhrenweg 3–19           |             |            | HP     | Jugend forscht, Schulsanitäter                                    |
| ObSch      | GS         | Heinrich-Heine-Schule                       | Hans-Böckler-Str. 30     |             |            | HP     | offene Ganztagsschule                                             |
| ObSch      | Sek        | Gaußschule II                               | Gaußstr. 107             |             |            | HP     |                                                                   |
| ObSch      | GS         | Schule Am Leher Markt                       | Brookstr. 7              |             |            | HP     | Agendaschule, Schulpartnerschaft Südafrika. offene Ganztagsschule |
| ABBR_Sek   | AMSA_Sek   | Abendschule Bremerhaven                     | Sonnenstr. 22            |             |            | HP     |                                                                   |

## Berufsbildende Schulen
Legende
- WerkSch Werkschule
- Sek  Sekundarbereich
- FS Fachschule

### Bremen
| Schulart 1 | Schulart 2 | Schulname                                                                            | Straße                               | Schüler zahl | Schulpreis | online | Besonderheiten                                                     |
| ---------- | ---------- | ------------------------------------------------------------------------------------ | ------------------------------------ | ------------ | ---------- | ------ | ------------------------------------------------------------------ |
| BFS2       |            | Kunstschule Wandsbek                                                                 | Schlüsselkorb 15/16                  |              |            | HP     | private Trägerschaft; FS für Grafik- und Kommunikationsdesign      |
| BFS2       |            | Kunstschule Wandsbek                                                                 | Neumann-Reichardt-Str. 27–33 Haus 19 |              |            | HP     | private Trägerschaft; FS für Grafik- und Kommunikationsdesign      |
| BFS2       |            | Bremer Heimstiftung                                                                  | Fedelhören 78                        |              |            | HP     | private Trägerschaft; Altenpflegeschule                            |
| BFS2       | FS         | impuls e.V.                                                                          | Fleetrade 78                         |              |            | HP     | private Trägerschaft; FS für Gymnastik, Tanz und Bewegungstherapie |
| BFS2       |            | EUMAC-European Musical Academy                                                       | Waller Heerstr. 165                  |              |            | HP     |                                                                    |
| BFS2       |            | Joli Visage, Private Berufsfachschule für Kosmetik                                   | Norderoog 2                          |              |            | HP     |                                                                    |
| BFS2       | FS         | Institut für Berufs- und Sozialpädagogik e.V.                                        | An der Silberpräge 5                 |              |            | HP     | private Trägerschaft                                               |
| BFS2       |            | Stiftung Friedehorst – Vereinigte Anstalten der Inneren Mission                      | Rotdornallee 64                      |              |            | HP     | Private Altenpflegeschule                                          |
| BS         | AVBG/TZ    | Allgemeine Berufsschule (ABS)                                                        | Steffensweg 171                      | 850          |            | HP     |                                                                    |
| BS         | BFS3       | Berufsschule für den Großhandel, Außenhandel und Verkehr                             | Nordstraße 360                       | 1700         |            | HP     |                                                                    |
| BS         | AVBG/TZ    | Schulzentrum Grenzstraße Berufsbildende Schule für Wirtschaft und Verwaltung         | Grenzstr. 90                         | 1680         |            | HP     |                                                                    |
| BS         | BFS2       | Europaschule der Sekundarstufe II – Schulzentrum des Sek II Utbremen                 | Meta-Sattler-Str. 33                 | 1840         |            | HP     |                                                                    |
| BS         | AVBG/VZ    | Berufsbildende Schule für Einzelhandel und Logistik                                  | Carl-Goerdeler-Str. 27               | 1170         |            | HP     |                                                                    |
| BS         | AVBG/TZ    | Berufsbildungswerk Bremen GmbH                                                       | Universitätsallee 20                 |              |            | HP     |                                                                    |
| FS         |            | Parität. Bildungswerk Bremen e.V.                                                    | Faulenstr. 31                        |              |            | HP     |                                                                    |
| FS         |            | Integratives Bildungszentrum (IBZ) am Klinikum Bremen-Mitte                          | St.-Jürgen-Str. 1                    |              |            | HP     |                                                                    |
| FS         |            | Schule für technische Assistenten (Med.) am Klinikum Bremen-Mitte, St.-Jürgen-Str. 1 |                                      |              |            | HP     |                                                                    |
| FS         |            | Wirtschafts- und Sozialakademie der Arbeitnehmerkammer Bremen                        | Bertha-von-Suttner-Str. 17           |              |            | HP     |                                                                    |
| FS         |            | Technikerschule Bremen                                                               | Schongauer Str. 2                    |              |            | HP     | Ersatz- und anerkannte Privatschule                                |
| FS         |            | Integratives Bildungszentrum (IBZ) am Klinikum Bremen-Ost                            | Züricher Str. 40                     |              |            | HP     |                                                                    |
| FS         |            | Deutsche Außenhandels- und Verkehrs-Akademie                                         | Universitätsallee 18                 |              |            | HP     |                                                                    |
| GO         | BS         | Berufsbildende Schule für Gesundheit, Pflege und Soziales                            | Lange Reihe 81                       | 1560         |            | HP     |                                                                    |
| GO         | BS         | Schulzentrum des Sek II an der Bördestraße                                           | Bördestr. 10                         | 1380         |            | HP     |                                                                    |
| WerkSch    | BS         | Technisches Bildungszentrum Mitte Elektrotechnik                                     | An der Weserbahn 4                   | 2540         |            | HP     | ESF-Projekt Servicetechniken in der Luft- und Raumfahrt            |
| WerkSch    | BS         | Inge Katz Schule, Hauswirtschaft und Sozialpädagogik                                 | Delmestr. 141 B                      | 1080         |            | HP     |                                                                    |
| WerkSch    | GO         | Schulzentrum des Sek II am Rübekamp, Nahrungsgewerbe                                 | Rübekamp 37–39                       | 1650         |            | HP     |                                                                    |
| WerkSch    | BS         | Berufsbildende Schule für Metalltechnik                                              | Reiherstr. 80                        | 460          |            | HP     |                                                                    |
| WerkSch    | BS         | Wilhelm Wagenfeld Schule                                                             | Delfter Str. 16                      | 1200         |            | HP     |                                                                    |
| WerkSch    | BS         | Helmut Schmidt Schule, Berufsbildende Schule für Wirtschaft                          | Konsul-Smidt-Str. 25                 | 900          |            | HP     |                                                                    |
| WerkSch    | BS         | Schulzentrum des Sek II f. Bautechnik, Gestaltung und Agrarwirtschaft                | Alwin-Lonke-Str. 71                  | 1460         |            | HP     |                                                                    |
| WerkSch    | BS         | Schulzentrum des Sek II Vegesack, Metall- und Elektrotechnik                         | Kerschensteinerstr. 5                | 680          |            | HP     |                                                                    |
| WerkSch    | AVBG/TZ    | Schulzentrum des Sek II Blumenthal f. Hauswirtschaft und Sozialpädagogik             | Eggestedter Str. 20                  | 470          |            | HP     |                                                                    |

### Bremerhaven
| Schulart 1 | Schulart 2 | Schulname                                                     | Straße                | Schülerzahl | Schulpreis | online | Besonderheiten                               |
| ---------- | ---------- | ------------------------------------------------------------- | --------------------- | ----------- | ---------- | ------ | -------------------------------------------- |
| BS         | AVBG/VZ    | Schulzentrum Bürgermeister Smidt, Kaufmännische Lehranstalten | Max-Eyth-Platz 3–4    |             |            | HP     |                                              |
| BS         | AVBG/VZ    | Berufsbildende Schule Sophie Scholl                           | Walter-Kolb-Weg 2     |             |            | HP     |                                              |
| BS         | AVBG/TZ    | Carl von Ossietzky BS für Technik                             | Georg-Büchner-Str. 7  |             |            | HP     |                                              |
| BS         | BFS3       | Carl von Ossietzky BS für Dienstleistund, Gewerbe, Gestaltung | Georg-Büchner-Str. 13 |             |            | HP     |                                              |
| BFS2       |            | Wirtschaft- und Sozialakademie der Arbeitnehmerkammer Bremen  | Hafenstr. 128         |             |            | HP     | Private Berufsfachschule für Sozialassistenz |